# Wolfskehl
Wolfskehl ist der Name einer deutschen Familie mit jüdischer Glaubenstradition, die im 18. bis 20. Jahrhundert in Darmstadt lebte. Als den Juden 1808 vorgeschrieben wurde, einen unveränderlichen Familiennamen anzunehmen, nannte sich die Familie nach ihrem Herkunftsort Wolfskehlen im Hessischen Ried. Personen dieser Familie sind:
- Eduard Wolfskehl (1874–1943), Regierungsbaumeister
- Heyum Wolfskehl (1776–1866), Hof-Bankier unter Großherzog Ludwig I. und Ludwig III., Gründer des Bankhauses Heyum Wolfskehl und Söhne
- Carl Wolfskehl (1814–1863), Darmstädter Bankier
- Otto Wolfskehl (1841–1907), Darmstädter Bankier und Stadtverordneter, langjähriger Landtagsabgeordneter und Vizepräsident der zweiten Kammer des Hessischen Landtags, Gründer des Bauvereins für Arbeiterwohnungen, Gründer der Hessischen Landeshypothekenbank, Vorsitzender der jüdischen Gemeinde
- Otto Wolfskehl junior (1920–1987), deutscher Physiker
- Karl Wolfskehl (1869–1948), Schriftsteller und Übersetzer
- Paul Wolfskehl (1856–1906), Mathematiker und testamentarischer Stifter des Wolfskehl-Preises.

Nach der Familie ist der Wolfskehl’sche Park in Darmstadt-Bessungen und eine Straße in Nähe der Rosenhöhe benannt.
Siehe auch:
- Wolffskeel
- Wolfskehlen